# EBM 2000plus
EBM 2000plus ist die Bezeichnung für den vom 1. April 2005 bis 31. Dezember 2007 in Deutschland gültigen Einheitlichen Bewertungsmaßstab (EBM), einem Verzeichnis, das die Abrechnung ambulanter Leistungen in der gesetzlichen Krankenversicherung regelt. Zunächst sollte das Verzeichnis unter dem Namen EBM 2000 eingeführt werden. Da sich die Einführung mehrere Jahre verzögerte, wurde es dann in EBM 2000plus umbenannt.
Der EBM 2000plus wurde von 1998 bis 2005 viel diskutiert und trug viele Aspekte der Finanzierung von ambulanter Gesundheitsleistungen in die Öffentlichkeit. Von Seiten der Ärzte und anderer Leistungserbringer wurde eine sinkende Vergütung ihrer Leistungen kritisiert, die aus dem Abfall des Punktwertes resultierte. Dieser Punktwert, der Geldwert eines EBM-Punktes, war von 1993 bis 1996 um 25 % gesunken. Die Kassenärzte forderten deshalb ein Abrechnungssystem, das ihre Leistungen auf der Basis betriebswirtschaftlicher Berechnungen mit festgelegten Beträgen vergütet. Die Krankenkassen auf der anderen Seite verwiesen auf das Problem unvorhersehbarer Kostensteigerungen, wenn Leistungen ohne Mengenbegrenzung mit festgelegten Beträgen vergütet würden. Bei dem zurzeit gültigen Bewertungssystem tragen die Ärzte allein das finanzielle Risiko vermehrter Leistungserbringung: Je mehr Leistungen sie erbringen, d. h. je mehr sie arbeiten, desto weniger Geld erhalten sie pro Leistung, da das Gesamthonorar für alle Ärzte nicht ansteigt. 
Am 1. Januar 2008 trat der EBM 2008 in Kraft und löste den EBM 2000plus ab. Der EBM 2008 war am 19. Oktober 2007 zwischen der Kassenärztlichen Bundesvereinigung und den Spitzenverbänden der Krankenkassen vereinbart worden. Gegenüber dem EBM 2000plus enthält der EBM 2008 noch weitergehende Pauschalierungen der Vergütung.

## Geschichte
- Dezember 1993: Beschluss der Vertreterversammlung der Kassenärztlichen Bundesvereinigung, „… eine neue Gebührenordnung unter Berücksichtigung betriebswirtschaftlicher Erfordernisse der einzelnen Fachgebiete als Ersatz für den EBM zu erarbeiten …“
- 1. Januar 1996: letzte Reform des vorherigen EBM.
- Mai 1998: Ablehnung des ersten EBM-Entwurfes ("EBM 2000") durch die Vertreterversammlung der KBV.
- November 2000: Vorlage des ersten kompletten EBM-Entwurfs mit Punktwerten.
- Mai 2004: Beschluss des Bewertungsausschusses, den EBM 2000plus zum 1. Januar 2005 in Verbindung mit einer zeitgleich in Kraft tretenden Mengensteuerung (morbiditätsbezogene Regelleistungsvolumina) einzuführen.
- 1. April 2005: Einführung des EBM 2000plus ohne die Regelleistungsvolumina.

## Konzept
Neben Anpassungen an den medizinischen Fortschritt seit der vorigen EBM-Reform 1996 haben auch grundsätzlich neue Ansätze im EBM 2000plus Aufnahme gefunden. So wird die vom Gesetzgeber geforderte Trennung in einen haus- und einen fachärztlichen Versorgungsbereich auch in der Honorierung vollzogen. Hausärzte dürfen keine fachärztlichen Ziffern abrechnen und umgekehrt. Es gibt ein kleines Kapitel der Leistungen, die von allen Ärzten abrechenbar sind. Das sind z. B. Hausbesuche und Notfallbehandlungen.
- Viele bisher einzeln bewertete Leistungen sind zu Komplexen und Pauschalen zusammengefasst. Beispiel: der Ordinationskomplex beinhaltet neben dem persönlichen Arzt-Patienten-Kontakt bereits viele bisher gesondert abzurechnende Leistungen, z. B. die symptombezogene Untersuchung, die Ausstellung einer Arbeitsunfähigkeitsbescheinigung und die Untersuchung der Prostata.
- Eine Altersgewichtung dieses Ordinationskomplexes soll dem unterschiedlichen Aufwand in Abhängigkeit vom Patientenalter Rechnung tragen. So wird er im Bereich hausärztlicher Versorgung mit 145 (6.–59. Lebensjahr) bis 225 Punkten (ab 60. Lebensjahr) bewertet.
- Gleiche Leistungen werden je nach Arztgruppenzugehörigkeit teilweise sehr unterschiedlich bewertet. Beispiel: der Ordinationskomplex (ab 60. Lebensjahr) wird im Bereich hausärztliche Versorgung mit 225 Punkten, im fachärztlichen Versorgungsbereich Innere Medizin hingegen mit 230 Punkten bewertet. Wenn dabei noch eine gründliche körperliche Untersuchung durchgeführt und ein Elektrokardiogramm (EKG) angefertigt werden, so können im hausärztlichen Bereich zusätzlich 300 Punkte für den Ganzkörperstatus und 220 Punkte für das EKG abgerechnet werden, insgesamt also 745 Punkte. Im fachärztlichen Bereich bleibt es bei 230 Punkten, da Ganzkörperstatus und EKG im Ordinationskomplex enthalten sind. Verständlicherweise gab es heftige Proteste gegen die Regelung "ungleiches Geld für gleiche Leistungen". Sozialgerichte tolerieren jedoch diese Bestimmungen, da sie den Körperschaften einen weiten Ermessensspielraum bei der Ausformung der Honorarbestimmungen zugestehen.
- Bestimmte Leistungen werden exklusiv der haus- oder fachärztlichen Versorgungsebene und innerhalb des fachärztlichen Bereichs den einzelnen Fachgebieten zugeordnet. Beispiel: die Spiegelung der Bronchien (Bronchoskopie) ist im EBM 2000plus nur noch für Fachärzte der Hals-Nasen-Ohrenheilkunde oder Lungenheilkunde (Pneumologie) abrechenbar.

## Kritik
Der EBM 2000plus erfüllt die an ihn geknüpften Erwartungen nach Ansicht vieler Ärzte nicht. Grundgedanke war, eine betriebswirtschaftlich kalkulierte Bewertung und Honorierung ärztlicher Leistungen zu erreichen. Als Basis für die Berechnung wurden von der Kassenärztlichen Bundesvereinigung mit hohem personellen und finanziellen Aufwand Rohdaten über ärztliche und nichtärztliche Leistungsparameter (Zeitaufwand pro Leistung, sachliche und personelle Kosten jeder Leistung usw.) erstellt und teils im Ausland eingekauft. Schon vor der Einführung wurde dieser betriebswirtschaftliche Teil im Wesentlichen eliminiert, da konkrete Berechnungen eine Unterfinanzierung ergaben. Es erfolgte daraufhin eine als willkürlich kritisierte Anpassung der Bewertung der neuen Gebührenordnungsziffern an das politisch zugestandene Honorarvolumen. Aufgrund der Erfahrungen mit früheren Gebührenordnungen standen viele Ärzte daher der Neueinführung sehr skeptisch gegenüber. "Schmackhaft" wurde der Ärzteschaft die neue Gebührenordnung mit dem Versprechen gemacht, nach der "Durststrecke" einer Einführungsphase von ca. 2 Jahren erfolge ab dem Jahr 2007 eine Bewertung ihre Leistungen wieder in Euro und Cent statt in "Punkten" (ärztliche Leistungen werden in Punkten honoriert. Der Wert eines Punktes schwankt zwischen ca. 1 und 5 Cent, je nach Zahlungen der Krankenkassen). Nach der für Ärzte mit hohem Aufwand verbundenen Einführung der neuen Gebührenordnung wurde diese Zusage jedoch widerrufen, da sie unfinanzierbar sei. Nur ein Jahr nach der Einführung wurde im Jahr 2006 bereits wieder über eine völlig neue Gebührenordnung diskutiert. Auch der ab 1. Januar 2008 geltende EBM 2008 brachte den Ärzten keine betriebswirtschaftliche Vergütung. Für 2009 wurden höhere Honorare in Aussicht gestellt.